# دورة لكل ثانية

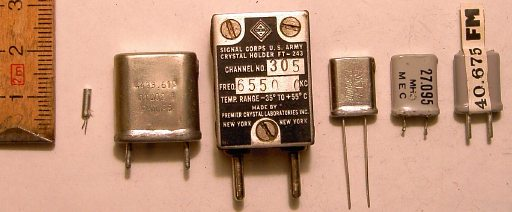
متذبذبات بلورية أُستخدمت في منتصف الأربعينات من القرن الماضي، وحدتها كانت Kc (كيلو دورة).

دورة لكل ثانية كانت اسمًا شائعًا لوحدة التردد والتي تُعرف الآن باسم هرتز.
وكان يتم استخدام صيغة الجمع حيث كانت تكتب عادة دورات لكل ثانية أو «دورات/ثانية» أو «د.ث» أو «د/ث» أو «دورات».
وبعد ظهور نظام الوحدات الدولي في عام 1960 تم استبدال دورة لكل ثانية رسميًا بالهرتز أو الثانية المعكوسة وتم اسقاط مفهوم دورة لكل ثانية.
وتم استبدال وحدة دورة لكل ثانية ب«دورة/ثانية» بينما الهرتز هو «1/ثانية» أو {\displaystyle {\text{s}}^{-1}}.
وتم اعتماد هذا التعريف رسميًا وانتشر في أنحاء العالم حتي انقرض تعريف «دورة لكل ثانية» أو بات شبه منقرض.
وللترددات المرتفعة تم استخدام مفهوم كيلو دورة (kc) أو ميجا دور (Mc) حتي عام 1960 وبعض المستندات والملفات اللاحقة.
والوحدات المعادلة لها في التعريف الحديث هي الكيلو هرتز (KHz) والميجاهرتز (MHz) بينما الكميات الأكبر من ذلك فتُستخدم الجيجاهرتز (GHz) والتيراهرتز (THz) للتعبير عنها والبيتاهرتز (PHz) والإيكساهرتز (EHz).